# إدوارد شابمان
إدوارد شابمان (بالإنجليزية: Edward Chapman)‏ هو ممثل بريطاني (وحمل سابقاً جنسية المملكة المتحدة لبريطانيا العظمى وأيرلندا)، ولد في 13 أكتوبر 1901 بهاروغيت في المملكة المتحدة، وتوفي في 9 أغسطس 1977 ببرايتون في المملكة المتحدة بسبب نوبة قلبية.

## أعمال

### أفلام
- (1938) القلعة

## وصلات خارجية
- إدوارد شابمان على موقع IMDb (الإنجليزية)
- إدوارد شابمان على موقع ألو سيني (الفرنسية)
- إدوارد شابمان على موقع أول موفي (الإنجليزية)
- إدوارد شابمان على موقع قاعدة بيانات الأفلام السويدية (السويدية)
- إدوارد شابمان على موقع قاعدة بيانات الفيلم (الإنجليزية)
- إدوارد شابمان على موقع كينوبويسك (الروسية)